# Sanzigen
Sanzigen Inc (株式会社サンジゲン?, Kabushiki-gaisha Sanjigen) è uno studio di animazione giapponese fondato nel 2006 e specializzato in animazione 3D. Il nome è infatti ripreso dalla parola giapponese per "tre dimensioni" (三次元?, sanjigen).
Fondata inizialmente nel 2003, lo studio diventa poi formalmente come studio di animazione nel 2006 con l'arrivo di ex-membri di Gonzo.

## Produzioni

### Serie TV
- Black Rock Shooter (2012) - co-animato con Ordet
- Aoki Hagane no Arpeggio: Ars Nova (2013)
- Miss Monochrome: The Animation (2013) - co-animato con Liden Films
- Wooser no sono higurashi: kakusei-hen (2014) - co-animato con Liden Films
- Arslan Senki - The Heroic Legend of Arslan (2015) - co-animato con Liden Films
- Miss Monochrome: The Animation 2 (2015) - co-animato con Liden Films
- Miss Monochrome: The Animation 3 (2015) - co-animato con Liden Films
- Heavy Object (2015-2016) - co-animato con J.C. Staff
- BBK/BRNK (2016)
- Arslan Senki: Fuujin Ranbu - The Heroic Legend of Arslan (2016) - co-animato con Liden Films
- ID-0 (2017)
- BanG Dream! 2 (2019)
- BanG Dream! 3 (2020)
- Sakura Wars the Animation (2020)
- Argonavis from BanG Dream! (2020)
- D4DJ: First Mix (2020)
- D_Cide Traumerei the Animation (2021)
- D4DJ: All Mix (2023)
- BanG Dream! It's MyGO!!!!! (2023)
- Ishura (2024)
- BanG Dream! Ave Mujica (2025)
- Guilty Gear Strive: Dual Rulers (2025)
- Rooster Fighter (TBA)[1]

### Film
- 009 Re:Cyborg (2012) - co-animato con Production I.G
- Shin Gekijouban Initial D: Legend 1 - Kakusei (2014) - co-animato con Liden Films
- New Initial D Movie: Legend 2 - Tousou (2015) - co-animato con Liden Films
- Aoki Hagane no Arpeggio: Ars Nova DC (2015)
- Aoki Hagane no Arpeggio: Ars Nova Cadenza (2015)
- New Initial D Movie: Legend 3 - Mugen (2016) - co-animato con Liden Films